# FC 노르셸란
FC 노르셸란(FC Nordsjælland)은 덴마크 셸란섬 북부 파룸을 연고지로 하는 축구 클럽이다. 현재 수페르리가에서 활동하고 있다.

## 성적
- 수페르리가
  - 우승 (1): 2011–12
- 덴마크 컵
  - 우승 1회 (2009–10)

## 선수 명단

### 현역
참고: FIFA 자격 규정에 따라 소속된 국가대표팀 국기를 표시합니다. 선수는 복수의 FIFA 비회원국 국적을 가지고 있을 수 있습니다.
| 번호 | 포지션 | 국적         | 이름              |
| ---- | ------ | ------------ | ----------------- |
| 17   | FW     | 코트디부아르 | 레비 네네         |
| 20   | MF     | 가나         | 아라파트 모하메드 |

| 번호 | 포지션 | 국적 | 이름      |
| ---- | ------ | ---- | --------- |
| 31   | GK     |      | 듀란 페리 |

## 역대 감독
| 감독          | 임기        |
| ------------- | ----------- |
| 카스페르 율만 | 2011 ~ 2014 |
| 카스페르 율만 | 2016 ~ 2019 |